# Willard Robison

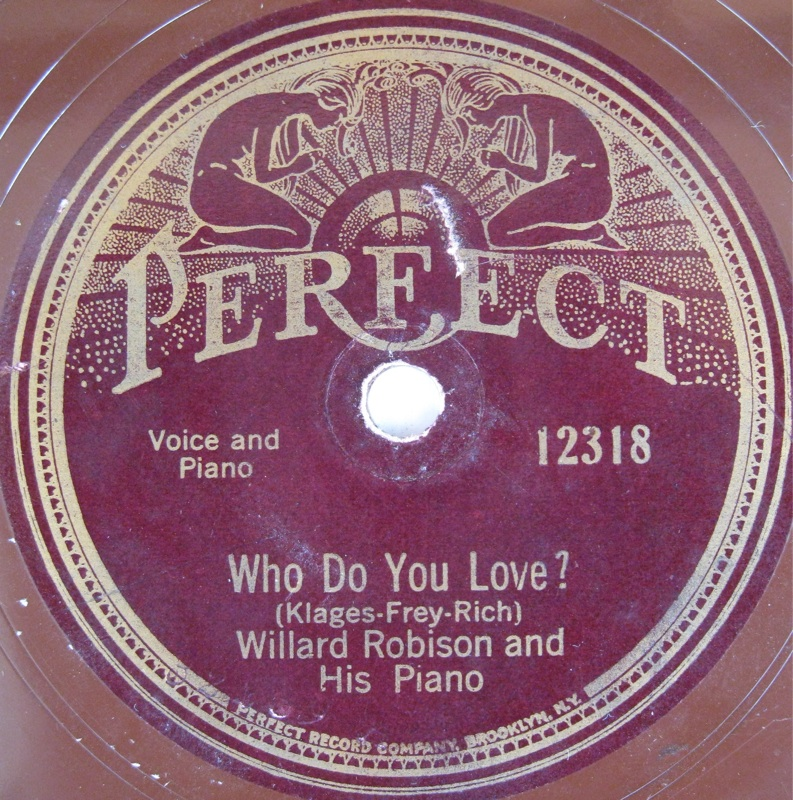
Perfect-78er aus den 1920ern von Willard Robison „Who Do You Love“

Willard Robison  (* 18. September 1894 in Shelbina, Shelby County, Missouri; † 24. Juni 1968 in Peekskill, New York) war ein US-amerikanischer Sänger, Pianist, Bandleader und Komponist populärer Songs.

## Leben und Wirken
Willard Robison arbeitete Anfang der 1920er Jahre mit verschiedenen Territory Bands im Südwesten der Vereinigten Staaten. In dieser Zeit traf er Jack Teagarden, mit dem er zeitlebens befreundet war. Ende der 1920 er organisierte Robison sein Deep River Orchestra, das später in den frühen 30ern in einer Radioshow namens The Deep River Hour.
Schon während der 1920er Jahre nahm Robison eine Vielzahl von Schallplatten für Perfect Records auf, sowohl Vokalaufnahmen, bei denen er sich selbst am Klavier begleitete, als auch mit seinem "Deep River Orchestra", mit dem er meist standardisierte Stock Arrangements einspielte. Bekannte Titel dieser Zeit waren „The Lonesome Road“, „Just the Same“ oder „My Melancholy Baby“ (1927). 1926/27 entstand  eine Serie von sechs Titel mit der Sammelbezeichnung einer „American Suite“; hierzu gehörte die Komposition „Tampico“, die American Suite no. 5 war.  Zwischen 1928 und 1930 nahm er für Columbia, Harmony und Victor auf; 1937 hatte er eine Aufnahmesession für Master Records.
Jack Teagarden nahm 1962 ein viel beachtetes Album mit Robisons Songs auf, Think Well of Me. Robison starb im Alter von 73 Jahren.
Die zahlreichen Kompositionen von Willard Robison wurden häufig mit Hoagy Carmichael verglichen. Viele seiner Songs wie „A Cottage for Sale“ (1930), „'Round My Old Deserted Farm“, „Don't Smoke in Bed“ und „Old Folks“ (1938) wurden zu Jazzstandards und wurden von Künstlern wie Peggy Lee, Nina Simone, Nat King Cole, Billy Eckstine, Chris Connor, Miles Davis und Mildred Bailey eingespielt, allein von „A Cottage for Sale“ gibt es über hundert Aufnahmen.
Für das Brustkrebs-Benefit-Album "Ain´t nuthin´ but a she thing" nahm Patti Smith sein Song "Don´t smoke in bed" auf.

## Bekannte Kompositionen
- 'Round My Old Deserted Farm
- 'Tain't So, Honey, 'Tain't So
- A Cottage for Sale
- Don't Smoke in Bed
- Down to Steamboat, Tennessee

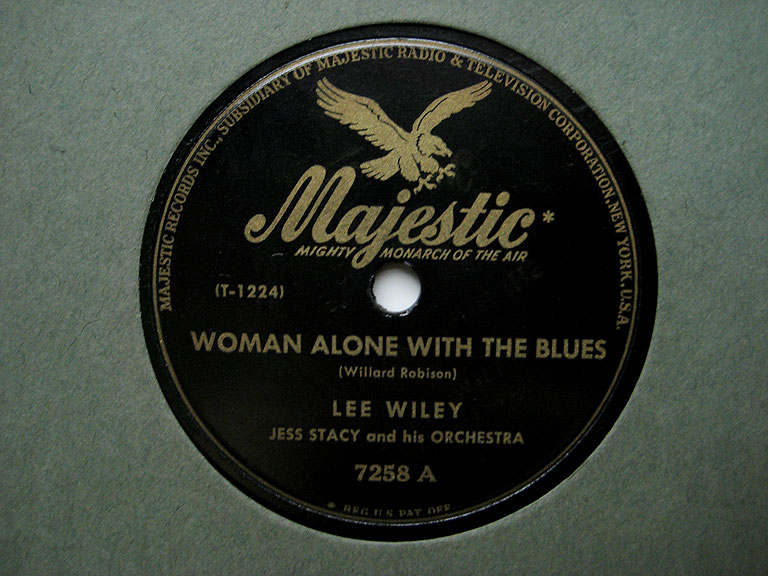
78er von Lee Wiley & Jess Stacy mit Robisons Komposition „Woman Alone with the Blues“

- Guess I'll Go Back Home (This Summer)
- Harlem Lullaby
- I'm a Fool About My Mama
- In A Little Waterfront Cafe
- It's Never Too Late to Pray
- Old Folks
- The Devil is Afraid of Music
- Deep Elm (You Tell 'Em I'm Blue)